# Communauté de communes du Perche Thironnais
Die Communauté de communes du Perche Thironnais ist ein ehemaliger französischer Gemeindeverband mit der Rechtsform einer Communauté de communes im Département Eure-et-Loir in der Region Centre-Val de Loire. Der Gemeindeverband wurde am 22. Dezember 2004 gegründet und bestand aus zehn Gemeinden. Der Verwaltungssitz befand sich im Ort Thiron-Gardais.

## Historische Entwicklung
Mit Wirkung vom 1. Januar 2017 fusionierte der Gemeindeverband mit der Communauté de communes des Portes du Perche und bildete so die Nachfolgeorganisation Communauté de communes Terres de Perche.

## Ehemalige Mitgliedsgemeinden
1. Chassant
2. Combres
3. Coudreceau
4. La Croix-du-Perche
5. Frétigny
6. Happonvilliers
7. Marolles-les-Buis
8. Nonvilliers-Grandhoux
9. Saint-Denis-d’Authou
10. Thiron-Gardais